# Pierre-Paul Lemercier de La Rivière de Saint-Médard
Pour les articles homonymes, voir Lemercier.
Pierre-Paul Lemercier de La Rivière, né  le 10 mars 1719 à Saumur (Maine-et-Loire) et mort le 27 novembre 1801 à Grigny (Essonne), est un administrateur colonial et physiocrate français.

## Biographie

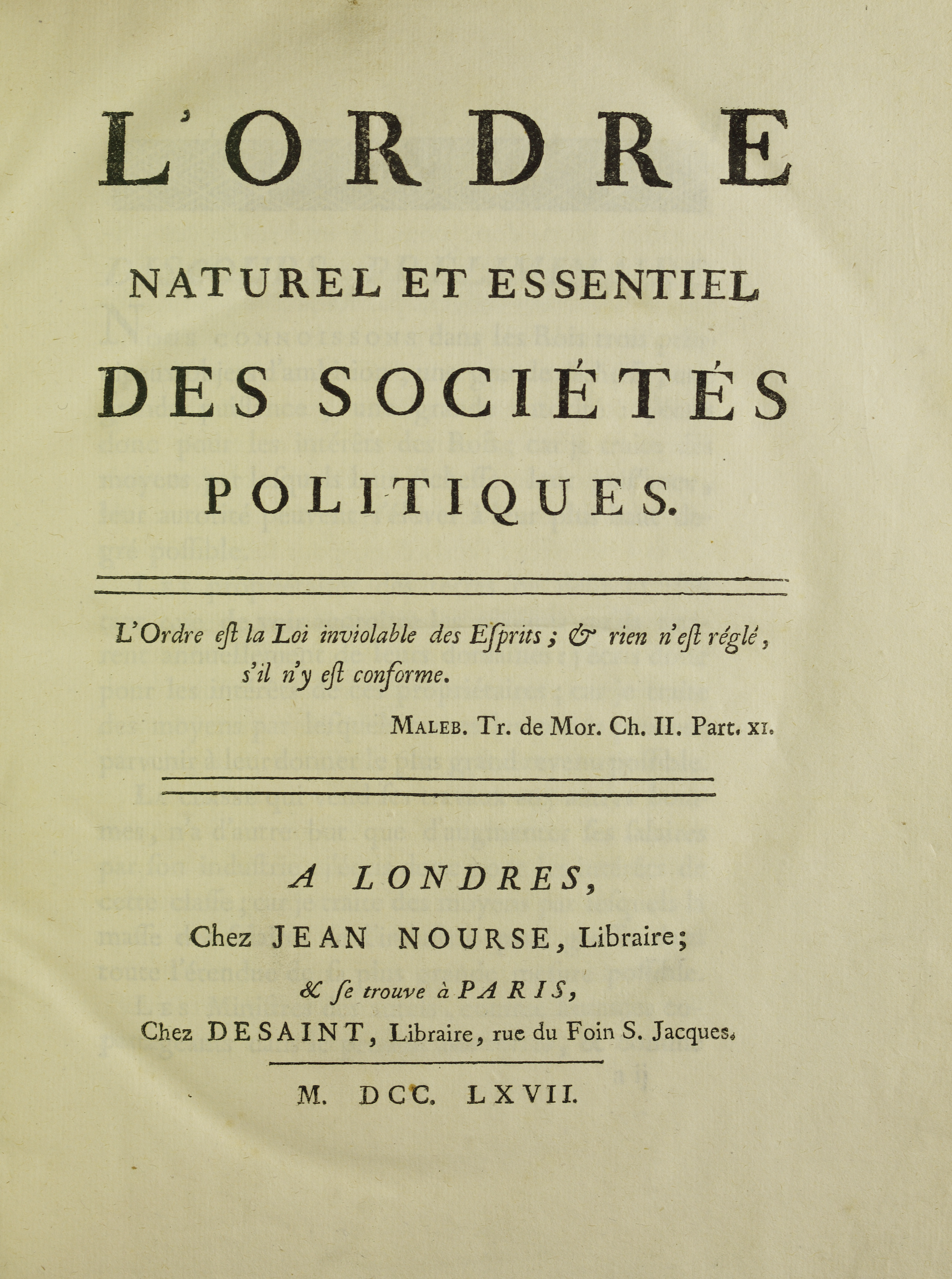
L'Ordre naturel et essentiel des sociétés politiques, 1767

Ses parents étaient Paul-Philippe Le Mercier de La Rivière de Saint-Médard, écuyer, trésorier de France et intendant des finances de la généralité de Tours, et Marie-Claude Le Bigot de La Chouanière.
Conseiller au parlement de Paris de 1747 jusqu'à l'abolition des offices par la Révolution, il devint intendant de la Martinique de 1759 à 1764, grâce à Madame de Pompadour.
En 1767, il publie son ouvrage capital, intitulé L'ordre naturel et essentiel des sociétés politiques. Dans ce livre, qui rencontre un important succès, il développe sa doctrine du despotisme légal, ce qui donne lieu à une controverse entre Voltaire et Mably. Denis Diderot, ami personnel de Lemercier, imposa cet ouvrage dans les milieux philosophiques, d'ordinaire très hostiles aux physiocrates.
Sur l'invitation de l'impératrice Catherine II, il effectue un séjour en Russie en 1767 et 1768. Cependant, le séjour se transforme rapidement en échec car le physiocrate et la tsarine ne s'entendent pas sur les objectifs et la durée du séjour. Catherine II voyait en lui "une caution intellectuelle et philosophique" et n'entend pas se soumettre aux principes de la physiocratie.

## Postérité
Dans le chapitre 3 du Capital, Karl Marx cite, de façon positive, Lemercier de La Rivière, dans son analyse des échanges marchands.

## Œuvres
- L'ordre naturel et essentiel des sociétés politiques. (2 tomes), Londres - Paris, 1767 lire en ligne sur Gallica.
- L’intérêt général de l’Etat, ou la liberté du commerce des blés, Amsterdam - Paris, 1770.
- De l’instruction publique, Paris, 1775 lire en ligne sur Gallica.
- Essais sur les maximes et loix fondamentales de la monarchie française, ou Canevas d’un Code constitutionnel, Paris, 1789.
- Palladium de la constitution politique, ou Régénération morale de la France, Paris, [s. а.].